# Eparchie Edmonton
Edmontonská eparchie ((latinsky) Eparchia Edmontonensis Ucrainorum, (ukrajinsky) Едмонтонська єпархія Української греко-католицької церкви) je eparchií Ukrajinské řeckokatolické církve se sídlem v Edmontonu, kde se nachází katedrála sv. Josafata. Pod její jurisdikci spadají ukrajinští řeckokatolíci v kanadské provincii Alberta. Je sufragánní vůči Winnipežské ukrajinské archieparchii. 

## Historie
V roce 1948 byl rozdělen Apoštolský exarchát Kanady a vznikl Apoštolský exarchát západní Kanady. Ten byl v roce 1951 přejmenován na Apoštolský exarchát Toronto a v roce 1956 byl povýšen na eparchii se současným jménem. V roce 1974 z něj byla vyčleněna Eparchie New Westminster.